# 209075 Kathleenharmon
209075 Kathleenharmon este o planetă minoră (asteroid) din centura de asteroizi. A fost descoperită pe 23 august 2003 la Observatorio de Cerro Tololo⁠(d) de Marc Buie⁠(d). 
Obiectul prezintă o orbită caracterizată de o semiaxă mare de 2,5577226960343 UAi, o excentricitate de 0,17343666191097, o înclinație de 12,796064306989 ° în raport cu ecliptica.